# Ministère de l'Hydraulique et de l'Assainissement
Le ministère de l'Hydraulique et de l'Assainissement est un ministère guinéen dont le ministre est Papa Koly Kourouma.

## Titulaires depuis 2010
| Nom | Nom                | Dates du mandat | Dates du mandat | Gouvernement(s)                                |
| --- | ------------------ | --------------- | --------------- | ---------------------------------------------- |
|     | Papa Koly Kourouma | avril 2019      | 05/09/2021      | Gouvernement Kassory I Gouvernement Kassory II |